# Stati federati dell'Austria per indice di sviluppo umano
     > 0,930
     0,920 – 0,930
     0,900 – 0,920
     0,890 – 0,900
     < 0,890

Stati federati dell'Austria per ISU nel 2017.
> 0,930
0,920 – 0,930
0,900 – 0,920
0,890 – 0,900
< 0,890

Questa è una lista degli Stati federati dell'Austria per indice di sviluppo umano 2017.
| Pos. | Stato federato | HDI 1990 | HDI 2000 | HDI 2010 | HDI 2019 | Variazione 1990–2019 | Comparabile con |
| ---- | -------------- | -------- | -------- | -------- | -------- | -------------------- | --------------- |
| 1    | Vienna         | 0,835    | 0,875    | 0,926    | 0,947    | 0,112                | Germania        |
| 2    | Salisburghese  | 0,810    | 0,855    | 0,914    | 0,939    | 0,129                | Danimarca       |
| 3    | Tirolo         | 0,806    | 0,849    | 0,905    | 0,933    | 0,127                | Regno Unito     |
| 4    | Stiria         | 0,789    | 0,832    | 0,888    | 0,919    | 0,130                | Giappone        |
| 5    | Alta Austria   | 0,783    | 0,825    | 0,883    | 0,913    | 0,130                | Lussemburgo     |
| 6    | Vorarlberg     | 0,782    | 0,823    | 0,882    | 0,909    | 0,127                | Spagna          |
| 7    | Carinzia       | 0,782    | 0,824    | 0,880    | 0,906    | 0,124                | Spagna          |
| 8    | Bassa Austria  | 0,758    | 0,799    | 0,858    | 0,887    | 0,129                | Cipro           |
| 9    | Burgenland     | 0,754    | 0,796    | 0,853    | 0,885    | 0,131                | Cipro           |
|      | Austria        | 0,795    | 0,838    | 0,895    | 0,922    | 0,126                | Stati Uniti     |